# Facultad de Derecho (Universidad de Alcalá)
La Facultad de Derecho de Alcalá es un centro educativo público de la Universidad de Alcalá (UAH) fundada en 1990, situada en la calle Libreros nº 27 de Alcalá de Henares (España). Imparte los grados en Derecho, y Derecho y Administración y Dirección de Empresas. 

## Accesibilidad
Es accesible mediante autobús urbano por las líneas 1, 2, 3, 6 y 7. Por tren desde la estación de Alcalá de Henares de Cercanías Madrid (que está a cinco minutos caminando) por las líneas ,  y . Y por autobús interurbano desde Madrid (Avda. de América) por la línea 223, y desde Guadalajara (por Azuqueca y Alovera) por la línea 221A.

## Edificio

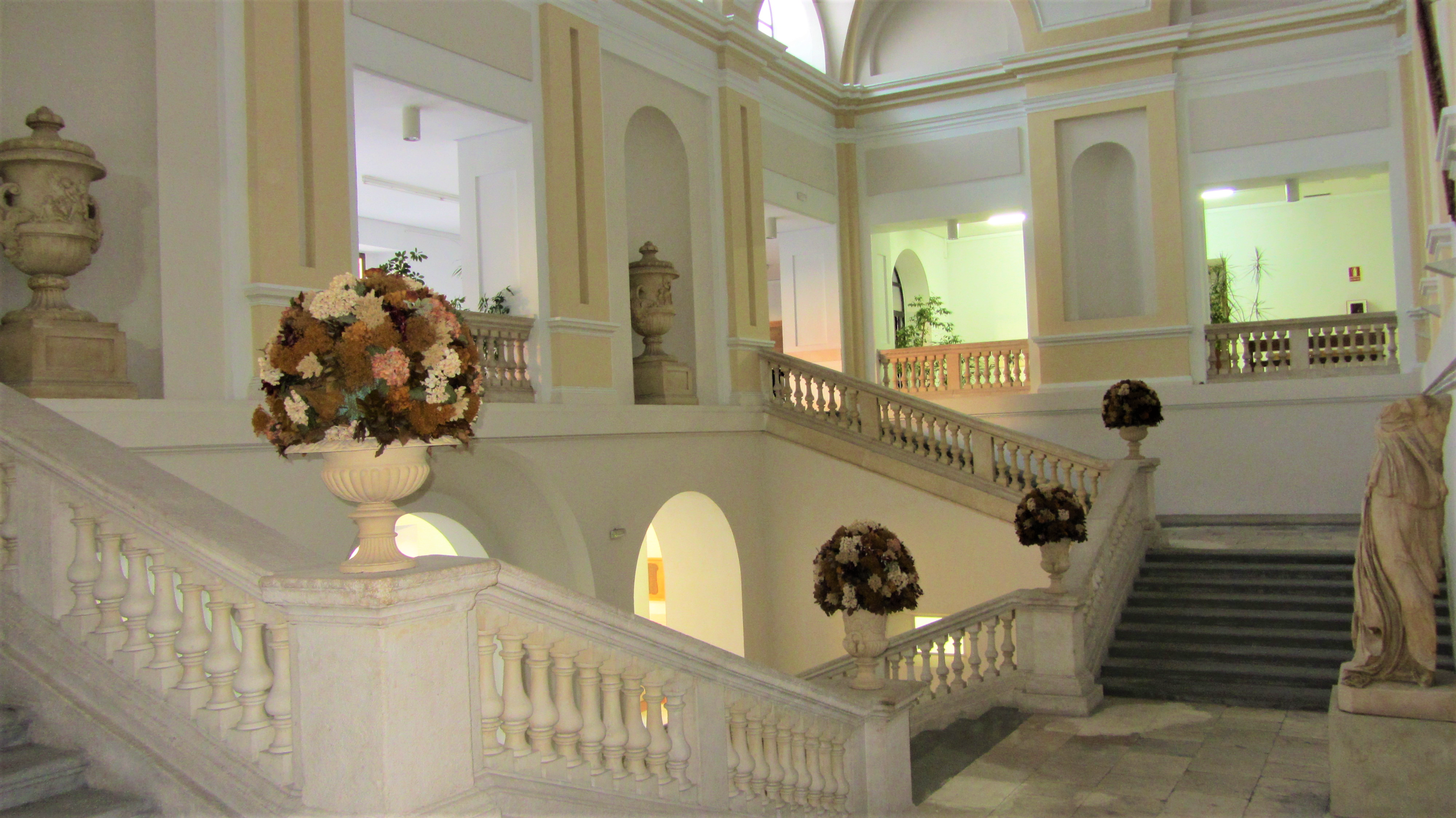
Escalera imperial del antiguo Colegio Máximo de la Compañía de Jesús.

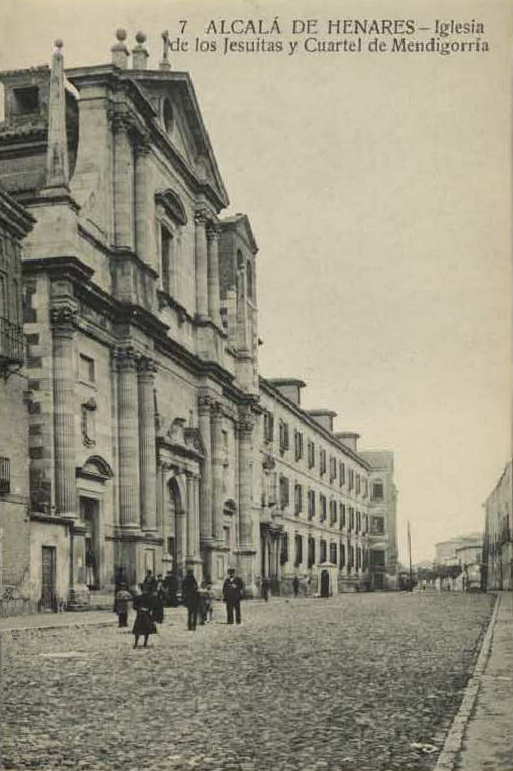
Aspecto externo de cuando fue el Cuartel de Mendigorría (hacia 1915).

El edificio de la Facultad, está situado en el centro histórico de la ciudad de Alcalá de Henares, es el antiguo Colegio Máximo de la Compañía de Jesús (fundado en 1545, y con ese emplazamiento desde 1602). Tras la desamortización de la Universidad de Alcalá en 1836, acabaría convirtiéndose en el cuartel de Mendigorría, uso que conservaría hasta 1990 en que empezó a rehabilitarse para albergar la actual Facultad de Derecho.

## Estudios

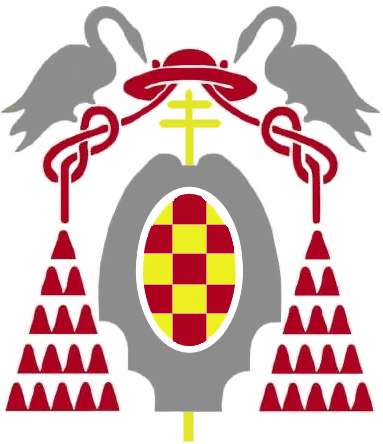
Escudo de la Universidad de Alcalá.

### Grados
- Derecho[3]
- Derecho y Administración y Dirección de Empresas (DADE)[4]

### Postgrados

#### Doctorado
- Derecho[5]
- Estudios Interdisciplinares de Género[6]

#### Másteres
- Acceso a la Profesión de Abogado[7]
- Ciencias Policiales[8]
- Derecho[9]
- Protección Internacional de los Derechos Humanos[10]

#### Títulos propios
- Responsabilidad Civil y Seguros[11]

## Departamentos
- Ciencias Jurídicas[12]
- Instituto Universitario de Investigación en Ciencias Policiales (IUICP)[13]

## Reconocimiento
- 1994: Premio Europa Nostra por la rehabilitación del Colegio Máximo de Jesuitas de Alcalá de Henares.

## Museo de las Artes Gráficas Ángel Gallego Esteban
La Universidad de Alcalá ha instalado en 2021, en la Facultad de Derecho, el "Museo de las Artes Gráficas" que recopila todos aquellos objetos, maquinaria, bibliografía y documentos relacionados con la historia de la imprenta. El museo está dedicado a Ángel Gallego Esteban (La Horra, 1942) profesional y empresario de artes gráficas, que fundó la empresa Litografía GÁEZ, y ha cedido las piezas de su colección.